# István Szőke
Dans le nom hongrois Szőke István, le nom de famille précède le prénom, mais cet article utilise l’ordre habituel en français István Szőke, où le prénom précède le nom.
Pour les articles homonymes, voir Szőke (homonymie).
István Szőke est un footballeur hongrois né le 13 février 1947 à Budapest et mort le 1er juin 2022. Il évoluait au poste de milieu de terrain.

## Biographie

### En équipe nationale
International hongrois, il reçoit 13 sélections pour 3 buts en équipe de Hongrie entre 1969 et 1973.
Il joue son premier match en équipe nationale le 25 mai 1969 contre la Tchécoslovaquie et son dernier match le 21 novembre 1973 contre l'Allemagne de l'Est.
Il fait partie du groupe hongrois lors de l'Euro 1972. 

## Carrière

### Joueur
- 1965-1967 :  Ferencváros TC
- 1968-1970 :  Spartacus Budapest
- 1970-1977 :  Vasas SC

### Entraîneur
- 1976-1978 :  Volán Budapest

## Palmarès
Avec Ferencváros :
- Champion de Hongrie en 1967 et 1968
- Vainqueur de la Coupe de Hongrie en 1972 et 1974